# Joe Guitar Hughes

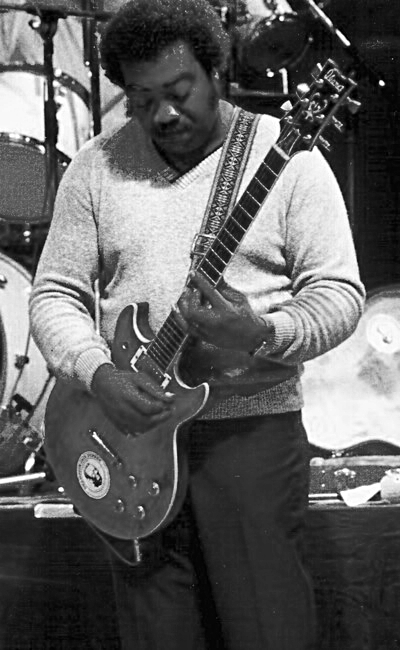
Hughes im Jahr 1983

Joe „Guitar“ Hughes (* 29. September 1937 in Houston, Texas; † 20. Mai 2003 ebenda) war ein US-amerikanischer Blues-Gitarrist. Beeinflusst wurde er von Johnny „Guitar“ Watson, ebenfalls aus Houston, T-Bone Walker und Clarence Gatemouth Brown. Mit dem gleichaltrigen Johnny Copeland spielte Anfang/Mitte der 1950er in einer Band namens „Dukes of Rhythm“.
1958 bis 1963 leitete Hughes die Hausband eines Juke Joints. Daneben nahm er einige Singles auf. 1963 wurde er Mitglied der Upsetters, bekannt als die Band von Little Richard. 1965 schloss er sich zunächst Bobby „Blue“ Bland, dann Al „TNT“ Braggs an.
Nach einer längeren Durststrecke brachte Hughes ab der zweiten Hälfte der 1980er eine Reihe erfolgreicher Alben heraus. Er starb am 20. Mai 2003 nach einem Herzinfarkt.